# Crocallis prunarioides
Crocallis prunarioides là một loài bướm đêm trong họ Geometridae.